# Francisco José Ayala
Francisco José Ayala Pereda (Madrid, España, 12 de marzo de 1934 - Newport Beach, California, 4 de marzo de 2023) fue un biólogo español, nacionalizado estadounidense, ex fraile dominico, especialista en evolución. Discípulo de Theodosius Dobzhansky, representa a la segunda generación en la lista de los representantes más ilustres del neodarwinismo.

## Biografía
Francisco José Ayala (no emparentado con el escritor granadino Francisco Ayala) nació en Madrid en 1934. Estudió en Salamanca y se ordenó sacerdote dominico en 1960; Se desplazó a Estados Unidos en 1961, donde residió hasta su fallecimiento. Allí se doctoró en la Universidad de Columbia (1964) y luego pasó a la Universidad Rockefeller y, en 1971, a la Universidad de California en Davis, el mismo año en que se nacionalizó estadounidense, aunque mantiene también la nacionalidad española. En 1987 pasó a la Universidad de California en Irvine, donde investiga e imparte clases de biología, y en la que es el único que posee el título de «University Professor», el más alto dado por esta universidad. En 1985 contrajo matrimonio con la ecologista Dra. Hana Ayala (de soltera Lostakova).
Se trata de uno de los más prestigiosos científicos españoles de los últimos tiempos, especializado en biología evolutiva. Es conocido por sus estudios sobre el reloj molecular (técnica de estimación del lapso entre eventos evolutivos) así como, sobre todo, por sus investigaciones sobre la reproducción de Trypanosoma cruzi, agente del mal de Chagas, una enfermedad endémica de Sudamérica que afecta a entre 16 y 18 millones de personas y sobre la evolución de Plasmodium, agente de la malaria, que afecta cada año a más de 400 millones de personas y mata a más de un millón, principalmente niños. También ha estudiado otros temas relacionados con la genética y sobre filosofía, bioética y la relación ciencia-religión.
Es miembro de la Academia de Ciencias de EE. UU, de la Academia Americana de Artes y Ciencias y de la American Philosophical Society. Fue asesor científico del presidente Bill Clinton y presidente de la Asociación Estadounidense para el Avance de la Ciencia, que edita la revista Science. Es doctor honoris causa de una veintena de universidades de diez países diferentes y miembro de numerosas academias de ciencias, entre ellas la de Madrid.
Ha publicado más de 40 libros. En Darwin y el diseño inteligente (2007) afirma que el evolucionismo y el catolicismo son compatibles, pero no el creacionismo, que haría de Dios el primero y mayor abortista, ya que el evolucionismo explica el problema del mal en el mundo como imperfección en busca de perfección, mientras que el creacionismo parte del principio opuesto, de la idea de que el ser humano ya es perfecto de por sí y diseñado por el Creador.[cita requerida]
Ha escrito más de 1000 artículos científicos. Posee la Medalla Nacional de la Ciencia de EE. UU. y ha recibido numerosos premios de países diferentes, incluyendo el Premio Templeton, dotado de un millón de libras esterlinas, que le fue presentado en el Palacio de Buckingham el 5 de mayo de 2010 por el príncipe Felipe de Edimburgo.
Ayala también es viticultor y posee en California grandes extensiones de viñedos cuya uva vende a las diversas denominaciones de origen del estado. El 18 de octubre de 2011, anunció que donará 10 millones de dólares de sus beneficios como viticultor a la escuela médica de la Universidad de California en Irvine, a razón de un millón de dólares al año durante una década. Antes ya había donado a la universidad la cuantía del Premio Templeton.
El 29 de junio de 2018 se anunció la pérdida de todos sus cargos y reconocimientos en la Universidad de California en Irvine (UCI) por las acusaciones de acoso sexual realizadas por cuatro mujeres tras una investigación interna iniciada en noviembre de 2017 sobre "una serie de denuncias" de acoso sexual contra él que se completó tras entrevistar a más de 60 testigos de la institución, además de a las denunciantes. La UCI decidió retirar su nombre de la Facultad de Ciencias Biológicas, que se denominaba así en honor al científico español, y de la Biblioteca Central de Ciencias. Ayala argumenta que «eran buenos modales  europeos —saludar  a las colegas con un beso en ambas mejillas o felicitarlas por su belleza—».
En 2021 fue expulsado de la Academia Nacional de Ciencias de Estados Unidos por incumplir su código de conducta.

## Ediciones en español
- Ayala, Francisco J. (2015). ¿De dónde vengo? ¿Quién soy? ¿A dónde voy?. Alianza Editorial. ISBN 978-84-206-9905-9.
- Cela Conde, Camilo José;  Ayala, Francisco J. (2013). Evolución humana. El camino hacia nuestra especie. Alianza Editorial. ISBN 978-84-206-7848-1.
- Barahona, Ana; Ayala, Francisco J. (2009). El siglo de los genes. Patrones de explicación en genética. Alianza Editorial. ISBN 978-84-206-4882-8.
- Ayala, Francisco J. (2007). Darwin y el diseño inteligente: creacionismo, cristianismo y evolución. Alianza Editorial. ISBN 978-84-206-4822-4.
- Cela Conde, Camilo José;  Ayala, Francisco J. (2006). La piedra que se volvió palabra: las claves evolutivas de la humanidad. Alianza Editorial. ISBN 978-84-206-4783-8.
- Ayala, Francisco J. (2006). La evolución de un evolucionista: escritos seleccionados. Universidad de Valencia. Servicio de Publicaciones. ISBN 978-84-370-6526-7.
- Barahona, Ana; Pinar, Susana; Ayala, Francisco J. (2003). La genética en México. Institucionalización de una disciplina. Universidad Nacional Autónoma de México. ISBN 968-36-7748-7.
- Grisolía, Santiago;  Puigdomènech, Pere;  Ayala, Francisco J. (2003). Genética. Nuevas Ediciones de Bolsillo. ISBN 978-84-9759-560-5.
- Puigdomènech, Pere;  Grisolía, Santiago;  Ayala, Francisco J. (2002). Genética. Círculo de Lectores. ISBN 978-84-226-9669-8.
- Ruiz, Rosaura; Ayala, Francisco J. (2002). De Darwin al DNA y el origen de la humanidad: la evolución y sus polémicas. Fondo de Cultura Económica. ISBN 968-16-6403-5.
- Cela Conde, Camilo José;  Ayala, Francisco J. (2001). Senderos de la evolución humana. Alianza Editorial. ISBN 978-84-206-6782-9.
- Ayala, Francisco J. (1999). Teoría de la evolución. Ediciones Tanto por Saber. ISBN 978-84-7880-975-2.
- Ruiz, Rosaura; Ayala, Francisco J. (1998). El método en las ciencias. Epistemología y darwinismo. Fondo de Cultura Económica. ISBN 968-16-5575-3.
- Ayala, Francisco J. (1997). La teoría de la evolución: de Darwin a los últimos avances de genética. Ediciones Temas de Hoy. ISBN 978-84-7880-857-1.
- Ayala, Francisco J. (1995). Origen y evolución del hombre. Alianza Editorial. ISBN 978-84-206-2278-1.
- Ayala, Francisco J. (1994). La naturaleza inacabada. Salvat Editores. ISBN 978-84-345-8940-7.
- Ayala, Francisco J. (1994). Teoría de la evolución. Ediciones Temas de Hoy. ISBN 978-84-7880-457-3.
- Ayala, Francisco J.;  Kiger, John A. (1984). Genética moderna. Ediciones Omega. ISBN 978-84-282-0720-1.
- Ayala, Francisco J.;  Dobzhansky, Theodosius (1983). Estudios sobre la filosofía de la biología. Editorial Ariel. ISBN 978-84-344-8008-7.
- Ayala, Francisco J.;  Valentine, J. W. (1983). La evolución en acción. Pearson Alhambra. ISBN 978-84-205-0981-5.
- Dobzhansky, Th.; Ayala, Francisco J.; Stebbins, G. L. y Valentine, J. W. (1979). Evolución. Ediciones Omega. ISBN 978-84-282-0568-9.

## Ediciones en inglés
Autor de más de 1000 artículos científicos y más de 40 libros, ha abordado la divulgación popular de la Genética y la Teoría de la Evolución, escribiendo títulos como:
- Studies in the Philosophy of Biology (1974)
- Molecular Evolution (1976)
- Evolution (1977)
- Evolving: The Theory and Processes of Organic Evolution (1979)
- Population and Evolutionary Genetics: A Primer (1982)
- Modern Genetics (segunda edición, 1984)
- Tempo and Mode in Evolution (1995)
- Genetics and The Origin of Species (1997)
- Evolutionary and Molecular Biology: Scientific Perspectives on Divine Action (1998)
- Variation and Evolution in Plants and Microorganisms (2000)
- Handbook of Evolution: The Evolution of Living Systems (Including Hominids), v. 2 (2005)
- Systematics and the Origin of Species. On Ernst Mayr’s 100th Anniversary (2005)
- Darwin and Intelligent Design (2006)
- Darwin’s Gift to Science and Religion (2007)
- Human Evolution. Trails from the Past (2007)
- In the Light of Evolution Volume I: Adaptation and Complex Design (2007)
- In the Light of Evolution. Volume II: Biodiversity and Extinction (2008)
- In the Light of Evolution. Volume III: Two Centuries of Darwin (2009)
- In the Light of Evolution. Volume IV: The Human Condition (2010)
- Contemporary Debates in Philosophy of Biology (2010)
- Am I a Monkey? Six Big Questions about Evolution (2010)

## Premios y condecoraciones
Ayala ha recibido numerosos premios y condecoraciones, entre los que destacan:
- 2010 - Premio Templeton[24][25]
- 2010 - Premio Trotter en Información, Complejidad e Inferencia, Texas A&M University, USA
- 2010 - Premio Capio Fundación Jiménez Díaz, Madrid
- 2009 - Premio COSCE por Divulgación Científica, Confederación de Sociedades Científicas de España
- 2007 - Premio Internacional de Ciencia e Investigación, Fundación Cristóbal Gabarrón, España
- 2007 - Medalla Presidencial, Universidad Mount St. Mary's, Maryland, USA
- 2007 - Premio a la Distinción Científica, Instituto Americano de Ciencias Biológicas
- 2003 - Medalla de oro, Estación Zoológica Anton Dohrn (Italia)
- 2002 - Premio Mario Bohoslavsky de la ARP-SAPC[26]
- 2001 - U.S. National Medal of Science (Estados Unidos)
- 2000 - Medalla de oro de la Academia Nacional de Ciencias de Italia (Italia)
- 2000 - William Procter Prize for Scientific Achievement de Sigma Xi
- 1998 - Premio al Científico Distinguido de SACNAS
- 1995 - Premio del Presidente del American Institute of Biological Sciences
- 1995 - Medalla de la Universidad de California en Irvine
- 1995 - Premio Distinción Rioja
- 1994 - Medalla de Oro Honoraria Gregor Mendel, Academia Sueca de las Ciencias
- 1993 - Medalla Elisabeth Goldschmidt, Universidad Hebrea, Jerusalén
- 1987 - Premio Libertad y Responsabilidad Científica, AAAS (Estados Unidos)
- 1985 - Premio Wilhelmine Key, Sociedad Americana de Genética
- 1981 - Premio de Honor, Federación de Sociedades de Genética de Yugoslavia
- 1979 - Medalla de la Universidad de Francia

Doctorado honoris causa
- Doctor honoris causa por las siguientes Universidades: Atenas (Grecia); Bolonia y Padua (Italia); Autónoma de Barcelona,[27] Islas Baleares, León, Madrid, Valencia, Vigo, Salamanca, País Vasco, Pontificia Comillas ICAI-ICADE[28] (España); Buenos Aires y La Plata (Argentina); Universidad de Chile; Universidad Masaryk y South Bohemia (Chequia); Ohio State University (EUA); Varsovia (Polonia); Vladivostok (Rusia).

Miembro de Sociedades y Academias
- Miembro: Academia Americana de las Artes y las Ciencias, Sociedad Filosófica Americana.
- Miembro extranjero: Academia Rusa de las Ciencias, Academia de Ciencias Naturales de Moscú, Real Academia de las Ciencias de España, Accademia Nazionale dei Lincei (Roma, Italia), Academia Mexicana de las Ciencias, Academia Gallega de Farmacia de Galicia, Academia Malagueña de Ciencias.
- Presidente: Sigma Xi, The Scientific Research Society (2003-2006).
- Presidente: American Association for the Advancement of Science (1993-1996).
- Presidente: Sociedad para Estudio de la Evolución (1980).